# Saab JAS 39 Gripen
Il Saab JAS 39 Gripen (in italiano "Grifone") è un caccia svedese entrato in servizio nel 1996, primo rappresentante operativo degli aerei da combattimento e superiorità aerea appartenenti alla cosiddetta quarta generazione e mezza.

## Sviluppo
I disegni per un successore del Saab 37 Viggen hanno cominciato a prendere forma già negli anni settanta, quando i piani per il caccia di nuova generazione previsto per la Svenska Flygvapnet (l'aeronautica militare svedese) sembrarono orientarsi addirittura verso una fusione con il programma italo-brasiliano AMX.
Le cose andarono poi diversamente perché le specifiche redatte erano molto diverse e la Svezia aveva bisogno di un velivolo che, se pure altrettanto leggero, consentisse un ben più ampio spettro di missioni rispetto all'AMX, che doveva essere ottimizzato per uno specifico ruolo CAS (Close Air Support).
Le specifiche elaborate dalla Flygvapnet richiedevano prestazioni STOL da basi aeree avanzate tipo BAS 90, grande polivalenza per eseguire ogni tipo di missioni con un solo tipo di aereo, equipaggiato con sensori basici molto flessibili, ma anche sistemi aggiuntivi per missioni specializzate. L'aereo avrebbe dovuto anche essere molto semplice, con la manutenzione curabile prevalentemente da personale di leva, avere missili aria-aria di nuova generazione, possibilità di eseguire numerose missioni al giorno, ridotta evidenza IR e radar, nonché un'eccellente maneggevolezza.
Il programma ha richiesto per l'erario svedese un sacrificio immane, 11 miliardi di dollari per lo sviluppo e l'industrializzazione dei primi 140 esemplari (oltre 1.000 dollari per ciascuno degli 8 milioni di svedesi); questo per non rinunciare alle caratteristiche più moderne in auge tra i progetti di nuova generazione, ad esclusione di alcune, come la sonda per il rifornimento in volo visto che la Svezia non ha aerocisterne, mentre altre, come le capacità STOL da campi semi-preparati, sono addirittura esasperate date le esigenze locali.
La soluzione è stata concretizzata in una macchina molto compatta e semplice, che prometteva un'elevata efficienza, e il parlamento svedese autorizzò nel 1982 l'avvio di questo programma interamente nazionale; poco dopo venne emesso un ordine iniziale per un primo lotto di 30 esemplari (a prezzo fisso), ordinati al consorzio costituito dalle maggiori industrie svedesi come la Saab (cellula), Volvo (motore) ed Ericsson (elettronica). Era comunque previsto anche il ricorso a fornitori esteri, come nel caso dell'armamento e dell'impiantistica.
Il prototipo, costruito in quattro anni, ha volato per la prima volta nel dicembre 1988, per poi andare distrutto a causa di un problema al software dei comandi nel febbraio successivo, fortunatamente senza conseguenze gravi per il pilota collaudatore.
Nel corso del 1991, la Saab ha presentato l'offerta per un secondo lotto di 110 velivoli Gripen, inclusi 14 biposto JAS-39C. Dopo le iniziali discussioni l'offerta è stata accettata, e il Gripen ha cominciato poco tempo dopo ad equipaggiare lo squadrone F7 della Flygvapnet.
Inizialmente erano previsti circa 400 aerei per oltre 20 squadroni, ma con la fine della Guerra Fredda il programma, se pure sopravvissuto ai tagli, è stato ridotto a circa 300 esemplari previsti in circa 15 unità di volo.

## Tecnica

### Cellula (struttura e sistemi)
Il moderno velivolo svedese è una delle macchine più significative del panorama attuale degli aerei da combattimento. Non solo è un velivolo avanzatissimo, ma è anche leggero e semplice. Ha un peso a vuoto di poco oltre la metà di quello del Viggen, e un volume molto inferiore, eppure ha prestazioni e caratteristiche superiori in ogni contesto. Il merito è di avere una cellula leggera e poco costosa, che richiede un motore non molto potente per ottenere prestazioni di alto livello.
Il disegno del velivolo appare orientato sia alle prestazioni STOL sia all'alta maneggevolezza.
L'ala è a delta molto allungato, con estremità tronche in cui trovano alloggio le rotaie per missili aria-aria. È dotata di superfici di controllo (ipersostentatori) sia sul bordo d'entrata sia su quello d'uscita, nonché di "denti di cane" per aiutare la guida e la separazione dei vortici ad alto angolo d'attacco, in quanto anche il Gripen è una macchina che sfrutta il concetto della portanza vorticosa (come tutti i canard "close-coupled", ossia con alette canard e ali principali molto ravvicinate).
Le alette sono in posizione media totalmente mobili, e con una deflessione di circa 50 gradi indietro o in avanti possono aiutare a frenare l'aereo in atterraggio, aiutarlo in decollo, e rendono possibile il controllo in volo ad alti angoli d’attacco (l'angolo formato tra l'inclinazione della fusoliera e il piano orizzontale del moto), necessari per le manovre strette.  Il Gripen può raggiungere i 35 gradi rimanendo controllabile, e due piccoli baffi nel muso aiutano a stabilizzare il flusso d'aria in arrivo.
La coda è unica e molto alta, con ampia superficie ed efficace anche in condizioni estreme. Le prese d’aria sono di semplice disegno, leggere e a bassa resistenza aerodinamica.  Consentono quindi una buona accelerazione, ma oltre Mach 1,5 cominciano a perdere di efficienza, data la geometria praticamente fissa.  La loro sezione è a "D", con una piastra mobile per la separazione dello strato limite dalla fusoliera. Sono simili a quelle del Viggen, ma di minore sezione a causa del motore molto meno potente da alimentare. Non consentono, per via della struttura essenzialmente bidimensionale, né angoli d'attacco estremi né velocità superiori a Mach 2 a causa del surriscaldamento che ne verrebbe generato. La situazione è simile quindi a quella dell'F-16, ma le prese d'aria del Gripen sono sdoppiate per evitare, stando in posizione elevata, l'ingestione di detriti che su piste semi-preparate sono un pericolo estremamente concreto.

### Motore
Il Gripen si avvale di un propulsore statunitense rielaborato dall'industria locale: il modello noto come RM-12 è un General Electric F-404-GE-400 bi-albero, derivato da quello usato dagli F-18 versione A/B.
Il motore svedese ha una spinta maggiore del 10% circa, un peso di 1.050 kg, tre stadi di ventola, sette di compressione, e due turbine monostadio. Il propulsore così rielaborato ha causato vari problemi nella messa a punto, ma il suo limitato bisogno di manutenzione, la sua compattezza e la pronta disponibilità hanno giovato molto al Gripen.
Il carburante, circa 3.000 litri, è contenuto in tutta l'ala e nella parte centrale della fusoliera.

### Avionica
L'aereo ha un'integrazione senza precedenti tra i suoi numerosi apparati elettronici, tanto che possiede un sistema avionico organizzato attorno a tre databus st.1553B, che controllano ben 40 computer per i vari sottosistemi di volo, combattimento ed armi, oltre alle comunicazioni con operatori esterni.
I processori usati sono gli Ericsson D80 a 32 bit, in seguito rimpiazzati dai più avanzati D80E. Il linguaggio di programmazione è il Pascal D80, simile all'Ada. Il Gripen è probabilmente il primo aereo ad essere pensato con tali sistemi, che permettono un notevole salto di qualità nella gestione della macchina e nell'ottimizzazione dei sensori.
Oltre a questi sistemi di base, sono da citare anche i successivi:
- il Gripen ha un "sistema nervoso" vero e proprio, con un apparato di pilotaggio computerizzato che consente di pilotare una macchina disegnata per essere altrimenti ingovernabile (chiamato volo fly-by-wire, usato in tutti i velivoli di nuova generazione per aumentare l'agilità). Per questo motivo andò perduto il prototipo, a seguito di una reazione imprevista ai comandi del pilota. Il margine d'instabilità del velivolo è addirittura del 10%, uno dei valori più elevati della nuova generazione; per questo la Lear Astronics ha avuto delle serie difficoltà a sviluppare tale apparato, chiamato EFCS;
- il radar principale è l'Ericsson PS-5A, sviluppato dal 1982. Pesa 156 kg, banda X, multimodale. Il sistema ha un generatore di potenza TWT con potenza di picco e media di 10 e 1 kW rispettivamente, antenna planare a scansione meccanica, possibilità di variare la frequenza degli impulsi in valori alti, medi e bassi, utili per ogni situazione tattica. I modi operativi consentono ogni tipo di operazione di ricerca ed attacco, ma non è presente un illuminatore ad onda continua per i missili come gli Skyflash, pertanto l'aereo deve usare armi come gli AIM-120 AMRAAM. Il radar può seguire fino a 10 bersagli, attaccandone almeno 4 simultaneamente;
- altre attrezzature comprendono un datalink, un RWR e varie radio UHF/VHF, pod esterni con sistemi ECM, ricognizione e attacco;
- in termini di interfaccia uomo-macchina, l'abitacolo ha tre schermi multimodali, comandi di volo avanzati, HUD grandangolare, e in generale consente una buona visibilità in quasi tutte le direzioni, nonostante l'assenza di un tettuccio a goccia. Esso è addirittura assai spazioso, nonostante le ridotte dimensioni della macchina.

Da notare che non esistono fotocamere per la ricognizione tattica, effettivamente criticabile per un velivolo multiruolo, per cui l'aereo deve ricorrere ad un set di apparecchiature trasportato in un pod esterno, come il Red Baron. L'uso della funzione di ricerca "ground mapping" del radar può, in diverse situazioni, ovviare a tale mancanza, come anche la macchina fotografica che in genere il pilota porta con sé in missione.

### Armamento
Il Gripen è dotato del cannone Mauser BK-27, lo stesso del Tornado ADV, che spara munizioni calibro 27 mm pesanti 265 grammi, alla cadenza di 1.700 colpi al minuto e con una velocità iniziale di oltre 1 000 metri al secondo.  Quest'arma, nonostante i soli 120 colpi disponibili, può impiegare proiettili perforanti-incendiari, semi-perforanti ed esplosivi per ogni tipo di bersaglio incontrabile. È davvero un'arma potente e conferma la predilezione degli svedesi per i cannoni a elevate prestazioni. Esiste una modalità del radar indicato per la telemetria del cannone, che lo rende sfruttabile fino alla massima distanza di tiro utile con grande precisione.
Le altre armi comprendono missili AIM-9 Sidewinder, AIM-120 AMRAAM, AGM-65 Maverick, IRIS-T, Meteor e RBS-15 antinave. Queste ultime sono le sole progettate dagli svedesi, hanno una gittata utile di oltre 75 km ed una traiettoria programmabile con attacco a volo radente. Sono tra i più temibili missili antinave sul mercato, e trovano impiego sia da mezzi aerei che da lanciatori di superficie. Il massimo numero di missili aria-aria è di 6, 4 per i carichi aria superficie.
Per trasportare tutto questo l'aereo ha quattro punti di attacco sotto le ali, due alle estremità (solo per gli AIM-9) ed uno sotto la fusoliera, usato per serbatoi aggiuntivi. Esistono varie combinazioni nel tiro aria-terra, ma il carico non eccede i 3.500 kg, davvero modesto ma non tanto inferiore a quanto è possibile trovare a bordo di un cacciabombardiere medio-leggero "normale". Il Gripen ha un raggio d'azione dichiarato di circa 500 km a bassa quota, come il Viggen.

### Prestazioni
Lo stesso nome del Gripen indica le sue capacità: "J" per caccia (Jakt), "A" per attacco (Anfallplan) e "S" per ricognizione (Spanplan), il tutto ottenibile con un unico aereo ed equipaggiamenti specifici, a differenza dei precedenti caccia svedesi. Il radar può generare mappe ad alta risoluzione del terreno o esplorare la superficie del mare, anche se si può ricorrere a sensori esterni, la maneggevolezza è ottima.
Le prestazioni del motore risultano lievemente inferiori rispetto a quelle di modelli cronologicamente precedenti.
Come aereo da attacco il Gripen non dispone di una capacità di carico eccezionale. Ciò nonostante essa viene ritenuta sufficiente per il tipo di missioni che questo apparecchio deve compiere con un raggio operativo di circa 500–600 km. L'aereo può decollare ed atterrare in soli 500 metri senza ausili particolari come gli inversori di spinta o il parafreno. Ha la possibilità di operare da piste improvvisate nonostante il carrello d'atterraggio a stretta carreggiata, ma a lungo passo che ne consente una grande agilità anche al suolo.

## Versioni

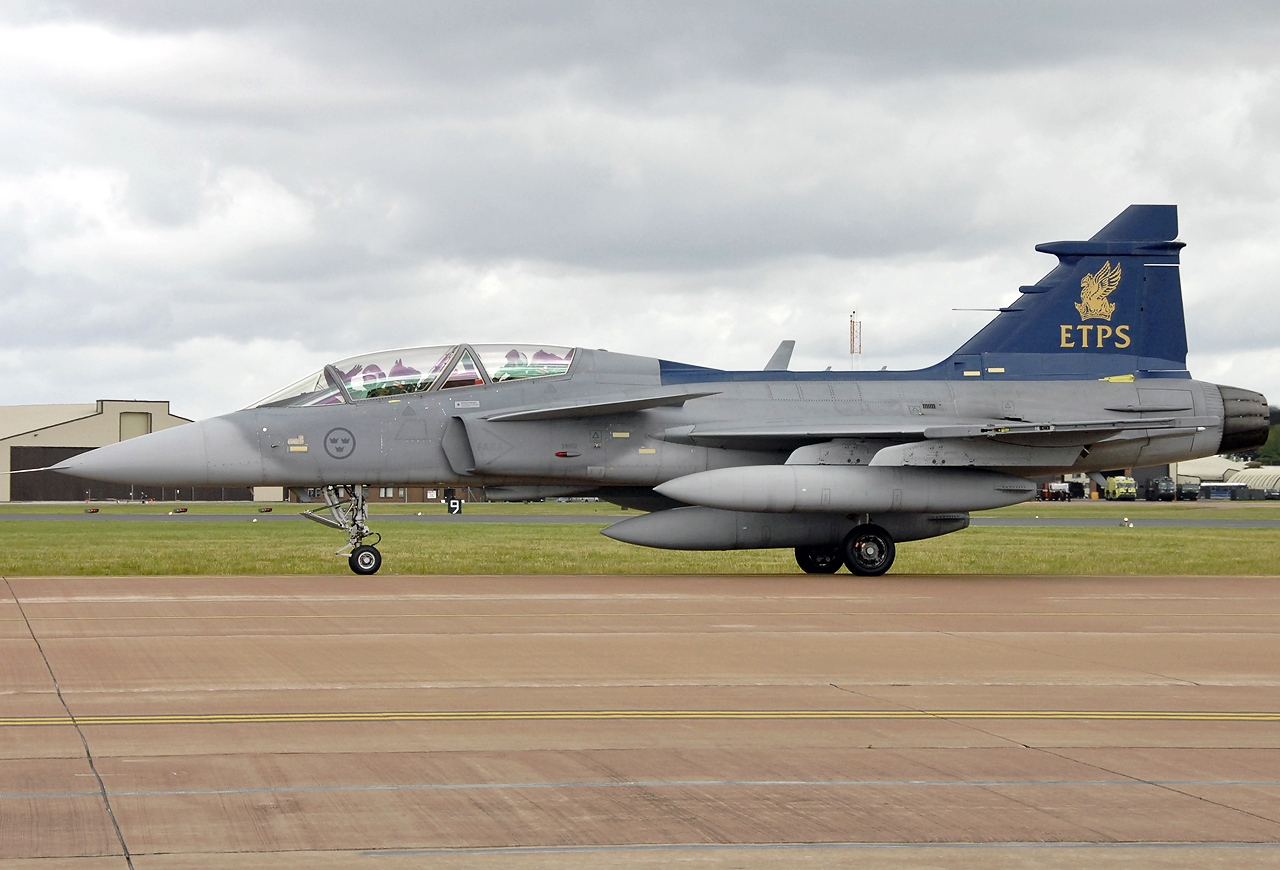
Un JAS 39B

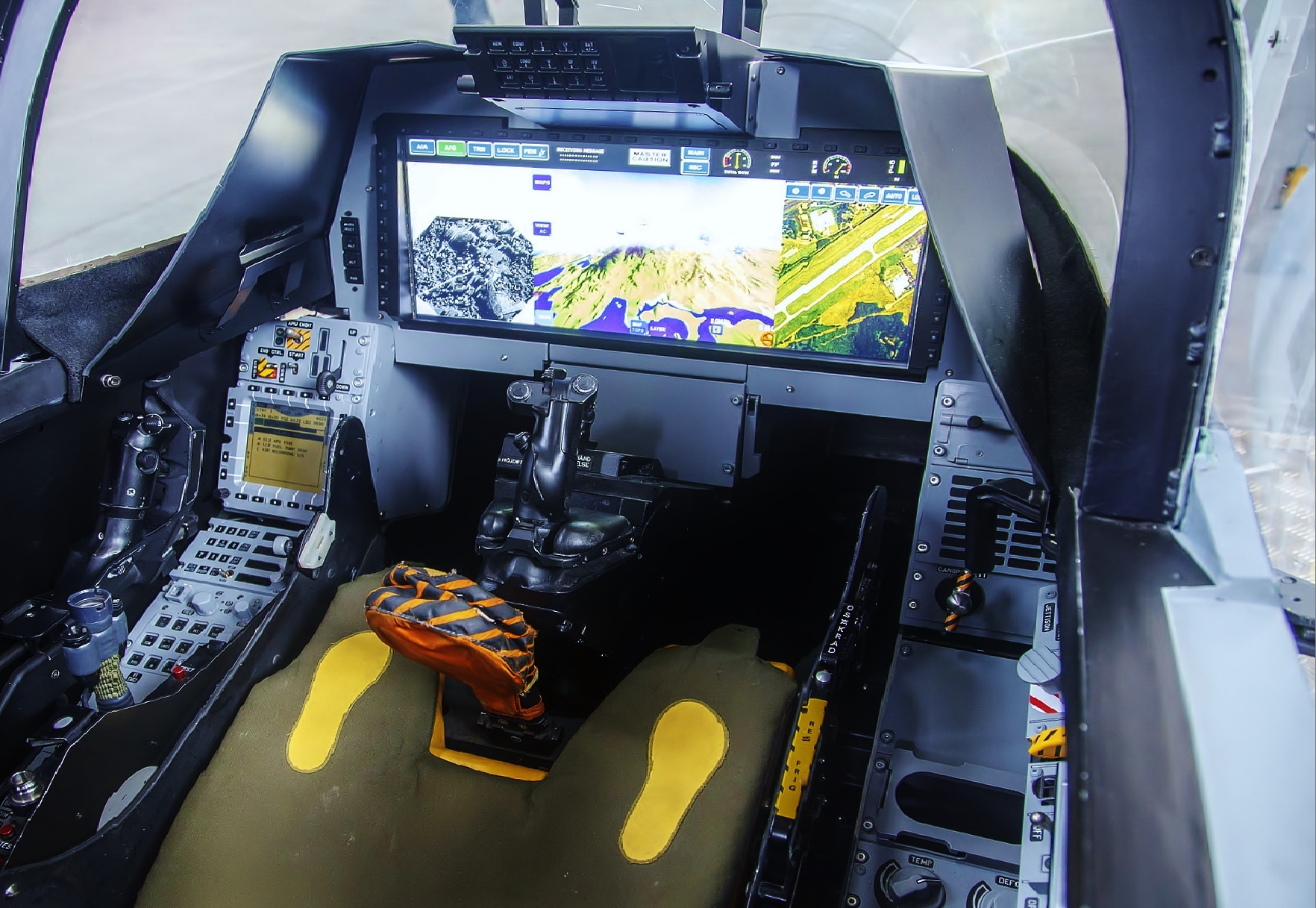
Cabina Gripen E brasiliano con WAD. La Svezia avrà 3 grandi MFD.

JAS-39A
La prima versione, che è diventata operativa nel 1996, con la Svenska Flygvapnet. 31 di questi velivoli saranno aggiornati alle versioni C/D.
JAS-39B
Modello biposto da addestramento, questa variante è più lunga di 0,7 metri rispetto alla versione A. Saggiamente prevista fin dall'inizio, visto che un velivolo tanto piccolo e "denso" non potrebbe essere riprogettato facilmente per avere un secondo posto di pilotaggio.Operativo comunque a tutti gli effetti come caccia e per l'intercettazione

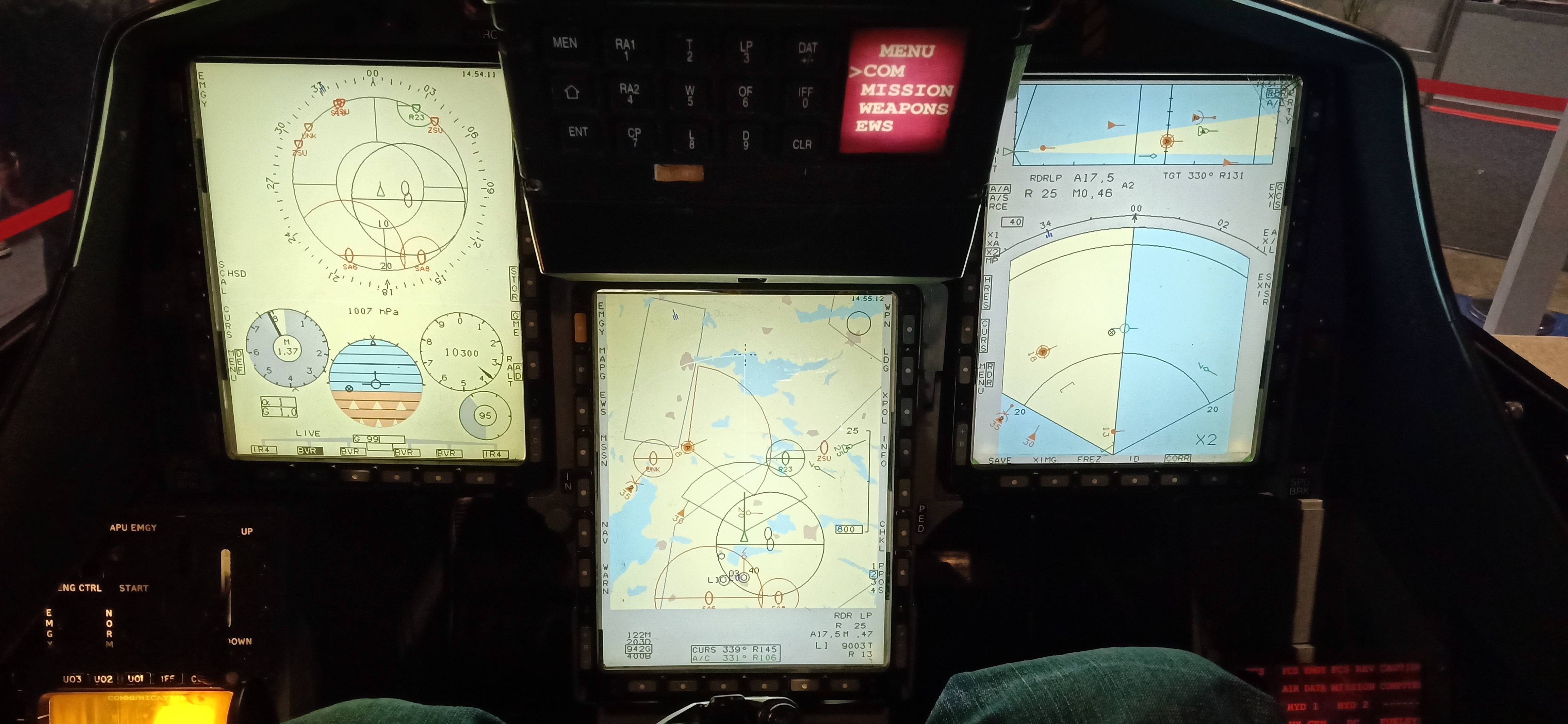
3 grandi MFD nel Gripen C. Nel F-16V solo quello centrale è grande.

JAS-39C
Modello avanzato monoposto compatibile NATO, con elettronica e armamento migliorato, e con la possibilità di essere rifornito in volo. L'adozione di un motore più potente, come l'EJ200 europeo dell'EFA, potrebbe dare al Gripen circa 2 tonnellate di spinta in più, dando un ulteriore, formidabile impulso alle prestazioni di accelerazione e manovrabilità ad alto numero di G.
JAS-39D
Modello biposto da addestramento derivato dalla versione C.
Gripen Demo
Dimostratore tecnologico biposto dell'aereo per il Gripen NG.
Gripen NG (Next Generation)
Versione proposta con un motore nuovo (F414G), l'aumento della capacità del serbatoio, una capacità di carico maggiore, l'aggiornamento dell'avionica e dell'introduzione di un nuovo sistema radar. Questi ultimi due sistemi, sono dotati di un sistema di condizionamento dedicato, fornito dalla Microtecnica di Torino.
Ad oggi (2016) il primo prototipo è in costruzione.
JAS-39E
Versione leggermente ingrandita Rispetto al GRIPEN C/D, il GRIPEN E pesa 2,5 t in più (16,5 t invece di 14) ed è dotato di una maggiore autonomia grazie ad un buon 40% di carburante trasportabile in più. Un aumento dovuto sia alla crescita delle dimensioni complessive sia al redesign del sistema carrello e della fusoliera. A ciò bisogna aggiungere anche il nuovo motore turbofan General Electric F414G da 22.000 libbre di spinta e capacità di super-crociera, il radar AESA ES-05 RAVEN di Leonardo, inserito in un radome riprogettato, e l’lRST SKYWARD-G, sempre di Leonardo, posto davanti al cockpit.
Sea Gripen
Proposta per una versione imbarcata per portaerei, con il carrello di atterraggio rinforzato, altri cambiamenti tecnologici e un gancio nella parte posteriore. Il Brasile e l'India hanno dimostrato interesse per questa particolare versione. Questa versione è stata proposta per essere costruita insieme a un paese che ha esperienza con gli aeromobili imbarcati e le portaerei, ma non ha avuto seguito.

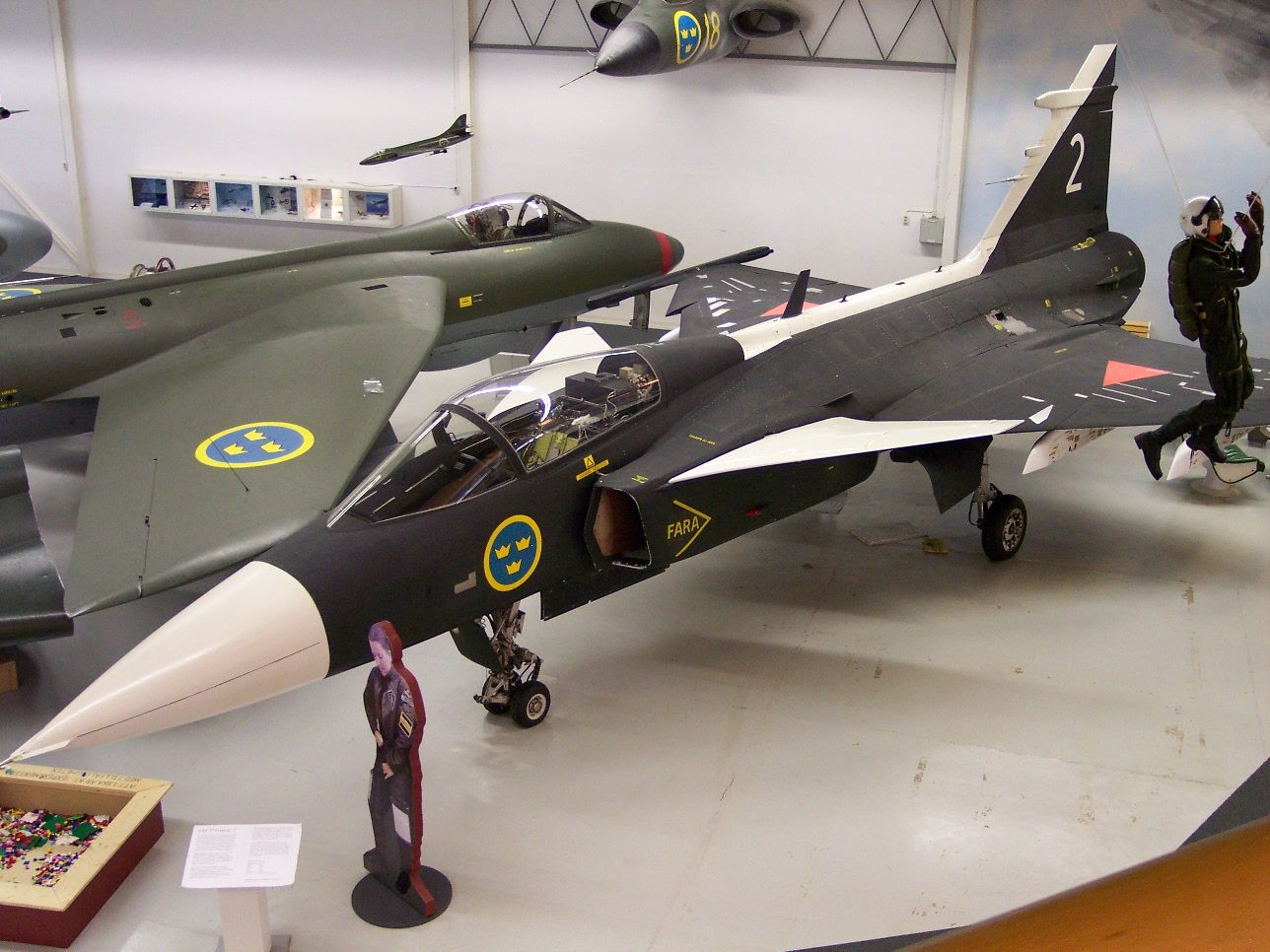
Il Gripen in un museo svedese

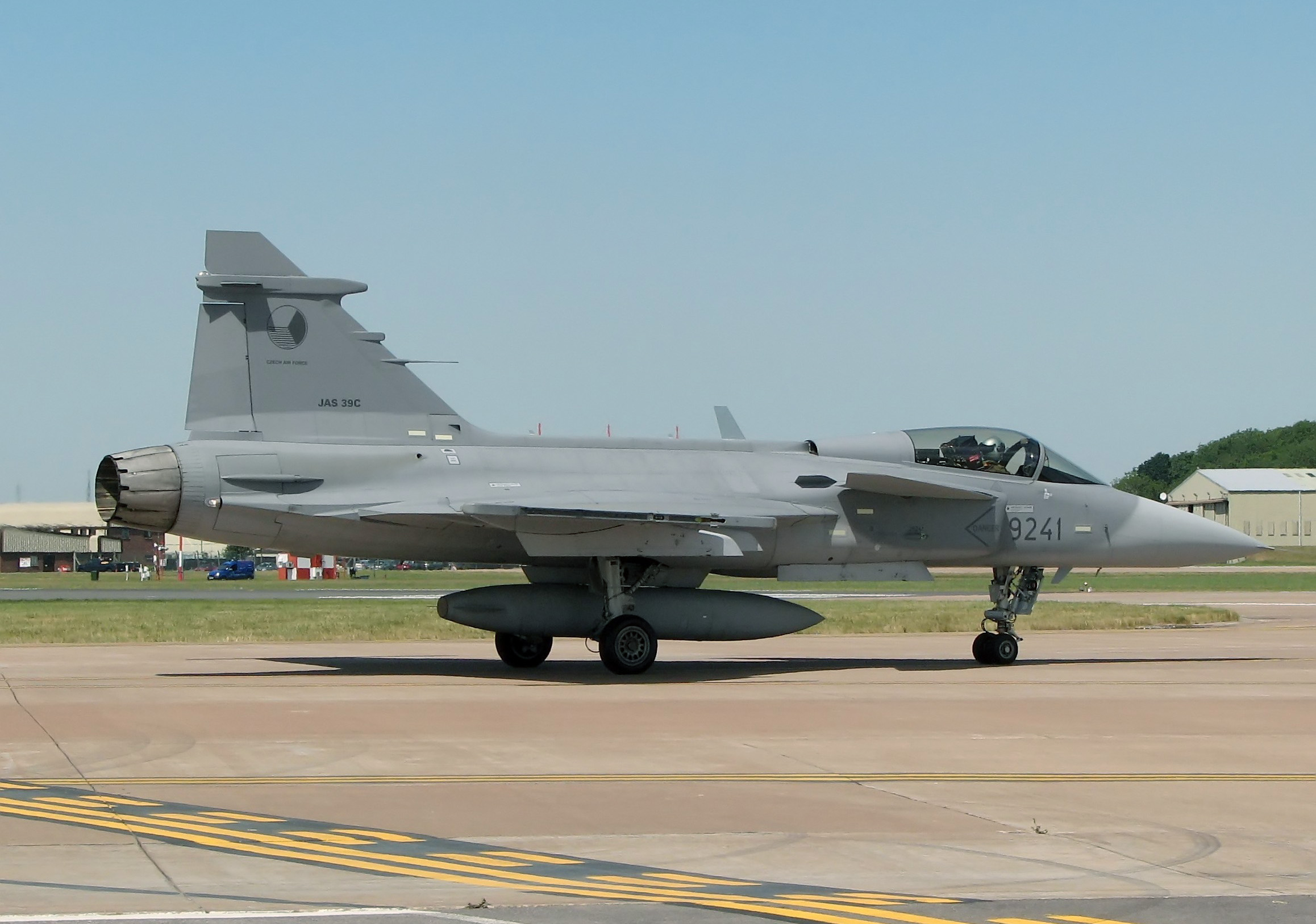
JAS 39 Gripen della Repubblica Ceca

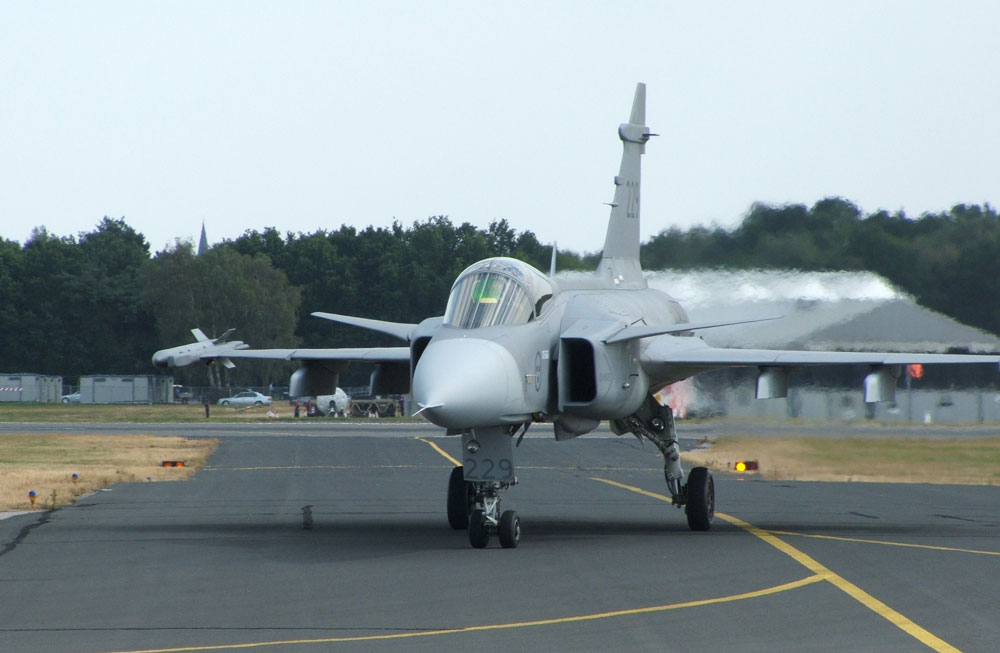
JAS 39 Gripen svedese

## Conclusioni
Il Gripen potrebbe essere l'ultimo dei caccia svedesi dato che i costi di programmi di sviluppo per macchine di prima linea stanno diventando esorbitanti anche per le nazioni più ricche. Si dimostra tuttavia ben riuscito: è un caccia leggero ed elegante, grazie alla sua ala a delta canard e alla fusoliera bassa e slanciata, efficace e moderno in ogni suo aspetto, economico e disponibile già dagli inizi degli anni novanta, molto presto, date le caratteristiche.
Nonostante le sue prestazioni non ha avuto un grande successo commerciale, e la collaborazione della Saab con la Bae inglese per la promozione del Gripen come compagno "economico" dell'EFA non ha avuto molti risultati. Esso ha dei requisiti operativi non eccezionali, ma saggiamente impostati su quello che un paese piccolo e razionale ha saputo ottenere dalle proprie finanze.
Nella versione JAS-39E viene considerato rappresentante della generazione "4 e mezza".

## Utilizzatori
Brasile
- Força Aérea Brasileira

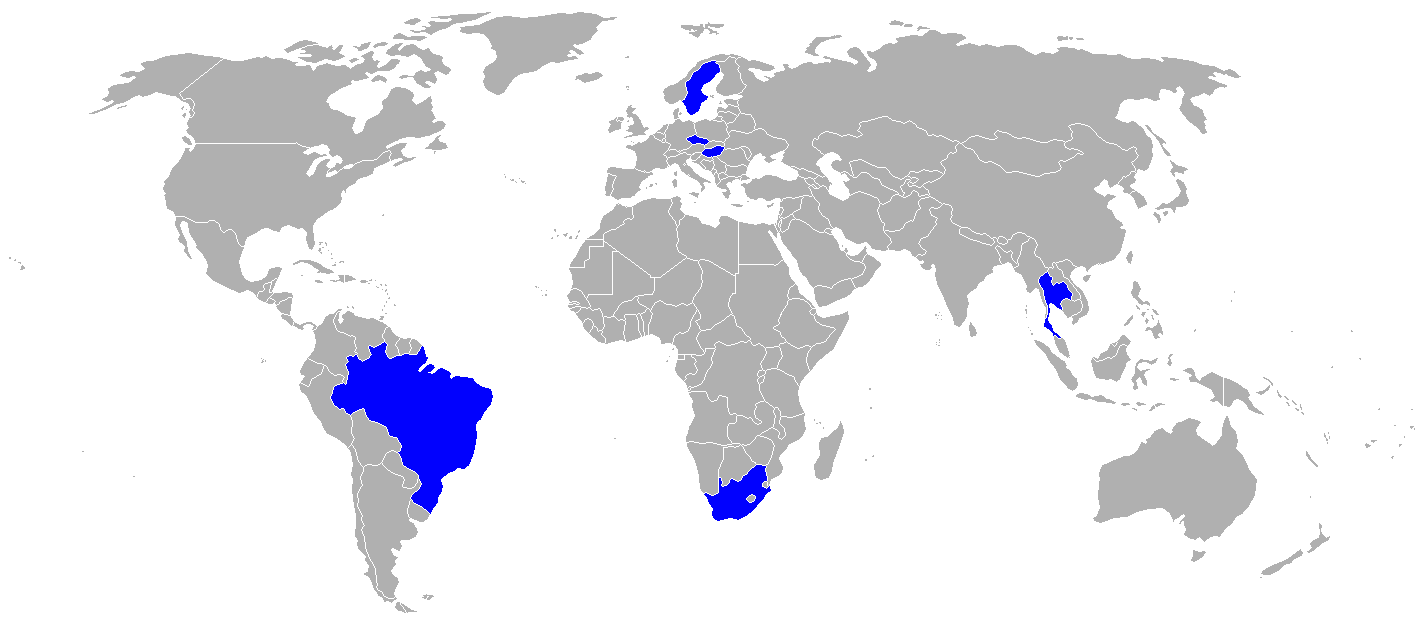
Operatori del Gripen in blu, esemplari ordinati in verde.

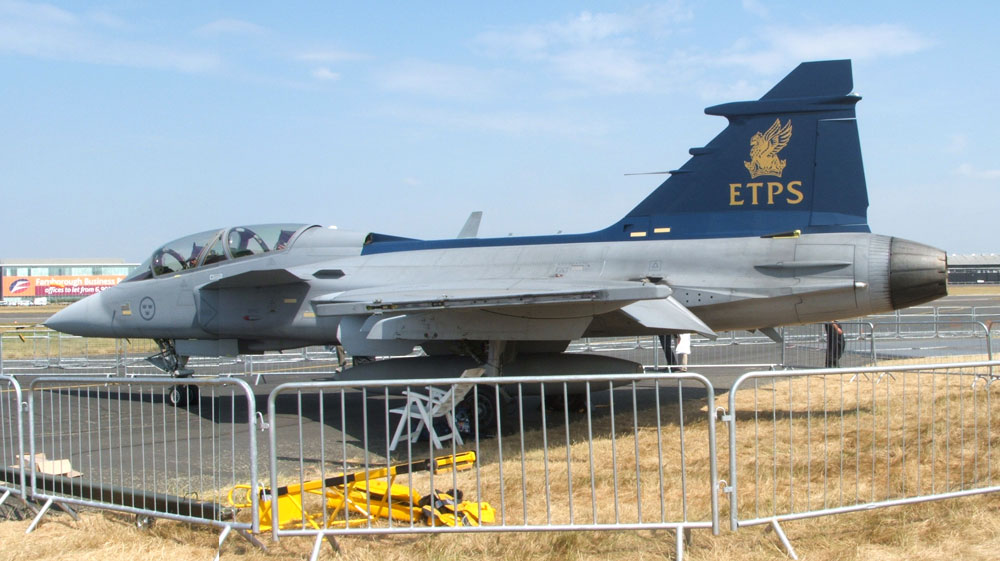
JAS 39 Gripen del Empire Test Pilots' School, Farnborough 2006.

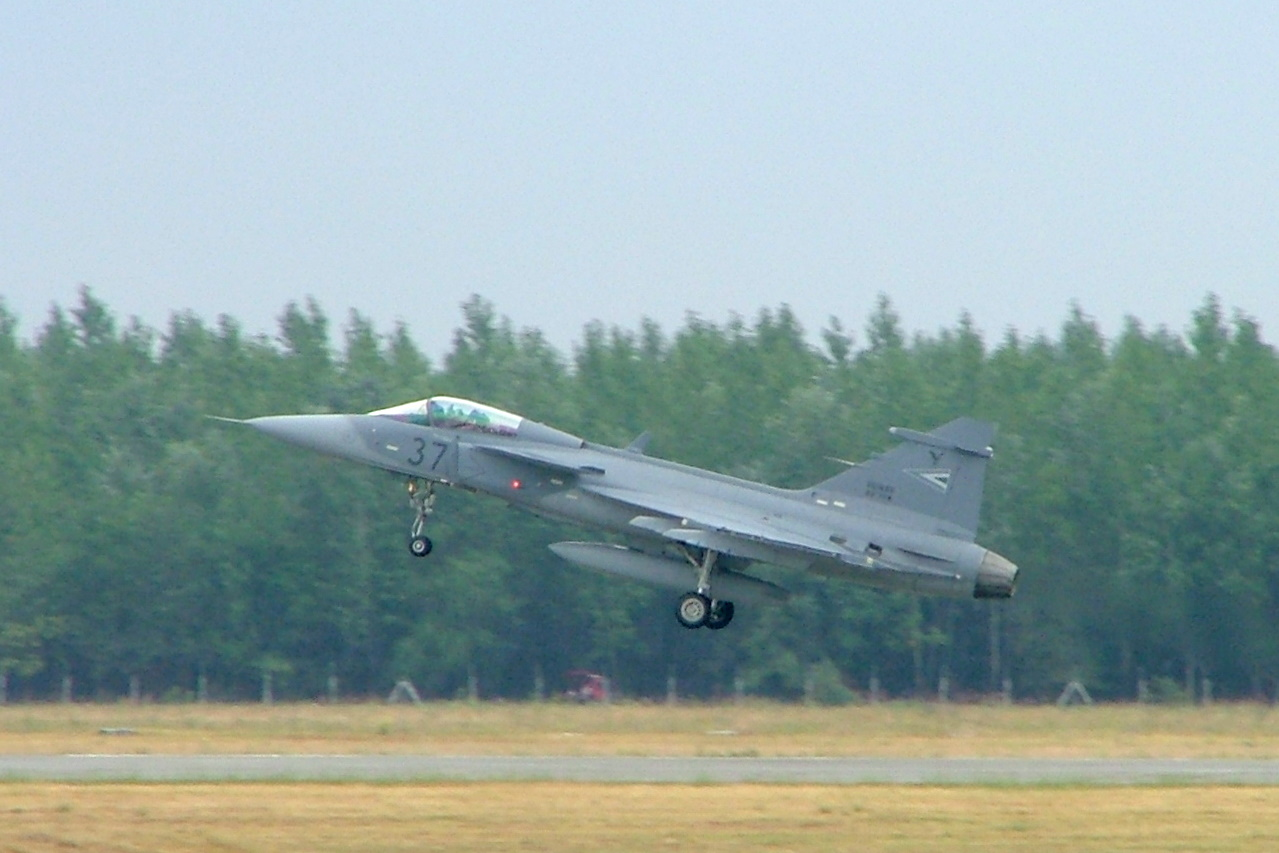
JAS 39 Gripen dell’ungherese Magyar Légierő in fase di atterraggio, Kecskemét open day, 2007.

  - 1.° Grupo de Defesa Aérea/Esquadrão "Jaguar" (Anápolis)

28 JAS 39E e 8 JAS 39F ordinati a dicembre 2013, con entrata in servizio dal 2018. Il primo Gripen E è stato consegnato al Brasile durante una cerimonia svoltasi presso lo stabilimento Saab di Linköping, in Svezia. Il velivolo ha compiuto una campagna di test di circa un anno in Svezia, cui è seguito il trasferimento in Brasile a settembre 2020, a cui seguiranno altri test e poi la consegna alla FAB ad ottobre 2020. Il primo esemplare di JAS 39E è stato presentato il 26 ottobre 2020. Ulteriori 4 F-39E sono stati consegnati in Svezia il 24 novembre 2021. Il 23 aprile 2022, è stata annunciata l'estensione del contratto a 40 aerei.
 Rep. Ceca
- Vzdušné síly armády České republiky
  - 211. Taktická Letka (211º Gruppo Tattico) (Čáslav)
  - 213. Taktická Letka (Čáslav)

Acquistati nel 2005 in leasing dalla Svezia fino al 2027, all'aprile 2018 tutti e 14 esemplari (12 monoposto C e 2 biposto D) sono stati aggiornati dalla Saab allo standard MS20.
 Colombia
- Fuerza Aérea Colombiana

Il 2 aprile 2025 il Governo colombiano ha confermato di aver selezionato il JAS-39E/F come nuovo aereo da combattimento per la propria forza aerea, non specificando, però, il numero degli esemplari da ordinare.
 Regno Unito
- Ministery of Defence
  - Empire Test Pilots' School (Boscombe Down)

1 esemplare.
 Svezia
- Svenska Flygvapnet
  - F7 Skaraborgs Flygflottilj (Såtenäs)
  - F17 Blekinge Flygflottilj (Ronneby)
  - F21 Norrbottens Flygflottilj (Kallax)

Dei 204 ordinati delle versioni A, B, C e D, all'agosto 2016 ne restano 99 delle sole versioni C e D. Ordinati e non ancora consegnati 60 JAS 39E.
 Sudafrica
- Suid-Afrikaanse Lugmag
  - 2nd Squadron (Makhado/Louis Trichardt)

17 JAS-39C e 9 JAS-39D ordinati nel 2005 ed in servizio a partire dal 2008.
 Thailandia
- Kongthap Akat Thai
  - ฝูงบิน 701 (F̄ūngbin 701 - 701º Gruppo) (Surat Thani)

Dei 12 aerei ordinati (8 JAS-39C e 4 JAS-39D), un JAS-39C è andato perso durante un airshow a gennaio 2017. All'inizio del 2021 è stato comunicato che la flotta di 7 Gripen C e 4 Gripen D saranno aggiornati alla configurazione MS20. Il 27 agosto 2024 è stato annunciata la selezione di 4 nuovi JAS 39E/F Gripen NG.
 Ungheria
- Magyar Légierő
  - 1. Vadászrepülö Század (1º Gruppo Caccia) (Kecskemét)

12 JAS 39C e 2 JAS 39D presi in leasing decennale nel 2001 e consegnati a tra il marzo del 2006 e il dicembre del 2007 (leasing rinnovato per ulteriori 10 anni alla scadenza del 2016. Un aereo della versione D è andato perso il 19 maggio del 2015, mentre uno della versione C è stato danneggiato in un incidente il 10 giugno 2015, ma riparato è rientrato in servizio nell'autunno successivo. Il 1 luglio 2016, Saab ha consegnato un JAS 39D biposto ex Aeronautica svedese come rimpiazzo del biposto perso a maggio 2015. Nel gennaio 2022 è stato approvato un programma di aggiornamento di 13 aerei (il rimpiazzo biposto era già aggiornato) allo standard MS20 Block 2. Ulteriori 4 JAS 39C ordinati il 23 febbraio 2024.

## Il Gripen nella cultura di massa
- Il Gripen compare tra i velivoli utilizzabili nei videogiochi Tom Clancy's H.A.W.X.[39], Ace Combat 5[40] e Ace Combat 7: Skies Unknown e tra quelli dello strategico navale Naval War Arctic Circle.
- Il JAS-39 Gripen è il  (in questo caso "la") protagonista dell'anime Girly Air Force
- Il Gripen è stato aggiunto al videogioco di simulazione di guerra War Thunder nell'aggiornamento di fine 2023 "Air Superiority", senza però ricevere AMRAAM e perciò con capacità di BVR limitate solo a 4 RB71. Le nazioni in gioco che lo hanno ricevuto sono state:
  1. Svezia: JAS 39 A
  2. Gran Bretagna: JAS 39 C (l'aereo è nel suo albero tecnologico, ma riporta le insegne del Sudafrica)

## Aerei comparabili
- Eurofighter Typhoon
- Dassault Rafale
- Chengdu J-10
- Joint Fighter JF-17 Thunder